# Чапаєвськ (Приуральський район)
Чапа́євськ (рос. Чапаевск) — селище у складі Приуральського району Ямало-Ненецького автономного округу Тюменської області, Росія. Входить до складу Аксарківського сільського поселення.